# 기대기
기대기는 상대방의 돌에 기대어 타개하는 행마법이다. 직접 타개할 수순이 여의치 않을 때 근처에 있는 상대방의 돌에 기대어감으로써 거기서 얻어지는 결과를 원래의 공격 목표에 적용시키거나 자기 말의 타개 수단에 연결하는 수법이다.